# صورت مالی
صورت مالی یک گزارش درون‌سازمانی یا برون‌سازمانی است که توسط شرکت‌های خصوصی یا نیمه‌خصوصی ارائه می‌شود که دربردارنده جزئیات فعالیت اقتصادی سازمان یا واحد اقتصادی مانند سود و زیان، هزینه‌ها، حقوق صاحبان سهام و از این دست می‌باشد.
صورت‌های مالی گزارش‌های استانداردی از وضعیت مالی شرکت در یک دوره مشخص هستند.

## استانداردهای مالی
استانداردهای صورت‌های مالی حسابداری در جهان توسط یک سازمان بین‌المللی به نام IFRS تهیه و اجرا می‌شوند. دفتر اصلی این سازمان در ایالات متحده واقع شده است. اما در ایران استانداردهای حسابداری توسط دولت تدوین و ابلاغ می‌شوند.

## هدف صورت‌های مالی
هدف صورت‌های مالی یا گزارش‌های مالی یا گزارشگری مالی عبارت است از بازنمایی اطلاعات خلاصه‌شده و طبقه‌بندی‌شده درباره وضعیت مالی، عملکرد مالی و انعطاف‌پذیری مالی واحد تجاری، به گونه‌ای که برای دامنه گسترده‌ای از استفاده‌کنندگان صورت‌های مالی در اتخاذ تصمیمات اقتصادی سودمند واقع شود.
صورت‌های مالی برای درک خوانندگانی که «دانش کافی در زمینه تجارت، فعالیت‌های اقتصادی و حسابداری داشته و آماده‌اند تا اطلاعات را به دقت مورد بررسی قرار دهند» تهیه شده است. کاربران ممکن است از صورت‌های مالی برای اهداف مختلفی استفاده کنند:
- سرمایه‌گذاران بالقوه از صورت‌های مالی برای ارزیابی معقول بودن سرمایه‌گذاری در کسب‌وکار استفاده می‌کنند. سرمایه‌گذاران اغلب از تجزیه و تحلیل مالی که توسط متخصصان (تحلیلگران مالی) تهیه می‌شود، استفاده می‌کنند که به آنها امکان می‌دهد تا تصمیمات سرمایه‌گذاری بگیرند.[۹][۱۰]
- مالکان و مدیران به صورت‌های مالی برای اتخاذ تصمیمات مهم تجاری نیاز دارند که بر عملکرد آینده شرکت تأثیر می‌گذارد.[۱۱][۱۲] تحلیل مالی بر اساس این گزارش‌ها انجام می‌شود تا مدیریت را با درک دقیق‌تری از اعداد و ارقام ارائه کند.[۱۳] این گزارش‌ها همچنین به عنوان بخشی از گزارش سالانه مدیریت به سهامداران به‌ کار می‌روند.
- این گزارش‌ها همچنین برای کارکنان در انعقاد قراردادهای جمعی با مدیریت در صورت وجود اتحادیه‌ها یا برای بحث در مورد حقوق، ارتقاء و رتبه‌بندی مورد نیاز هستند.
- سهامداران ممکن است گهگاه اطلاعاتی در مورد نحوه مدیریت سرمایه سهام درخواست کنند که می‌تواند به صورت گزارش‌های مالی (یا گزارش‌های مربوط به حرکات سهام) ارائه شود، زیرا در منافع مالی سهامداران است که اطمینان یابند سرمایه سهام به طور کارآمد و منطقی و با احتیاط مناسب مورد استفاده قرار می‌گیرد.[۱۴]
- مؤسسات مالی (بانک‌ها و سایر سازمان‌های پرداخت وام) از آنها برای تصمیم‌گیری در مورد اینکه آیا شرکت را با سرمایه در گردش جدید یا اوراق بدهی (مانند وام بانکی بلندمدت یا اوراق قرضه) برای تأمین مالی توسعه و هزینه‌های قابل توجه دیگر تأمین کنند، استفاده می‌کنند.[۱۵][۱۶]

## انواع صورت‌های مالی
صورت‌های مالی عبارتند از:

### صورت‌های مالی اساسی
1. ترازنامه (صورت وضعیت مالی)
2. صورت سود و زیان
3. صورت سود و زیان جامع
4. صورت جریان وجوه نقد (صورت جریان های نقدی)
5. صورت تغییرات در حقوق مالکانه

## تهیه‌کنندگان صورت‌های مالی
صورت‌های مالی توسط حسابداران سازمان تهیه شده، به تصویب و امضای هیئت مدیره شرکت می‌رسد.

## حسابرسی صورت‌های مالی
صورت‌های مالی شرکت‌ها توسط گروه حسابرسی درون‌سازمانی یا برون‌سازمانی (دولتی یا خصوصی) حسابرسی می شوند. حسابرسی صورت‌های مالی به بررسی و شناسایی اشکالات و خطاهای عمدی یا سهوی در دفاتر قانونی و گزارش‌های مالی گفته می‌شود و هدف از آن ایجاد شفافیت مالی و جلوگیری از فساد مالی اقتصادی و جرائم اقتصادی میباشد.